# Alphonse Neef
Joseph Prosper Alphonse Neef (Hodimont, 1 maart 1809 - Tilff, 27 december 1859) was een Belgisch senator en burgemeester.

## Biografie
Alphonse Neef was een zoon van wolhandelaar Pierre Neef en Marie-Cathérine Lepas. Hij trouwde met Octavie Collet (1809-1885) en was de vader van volksvertegenwoordiger Octave Neef (1836-1910).
Hij werd in 1833 gemeenteraadslid van Tilff en was er burgemeester van 1835 tot 1843 en van 1850 tot aan zijn overlijden.
Neef behoorde tot de radicalen onder de liberalen. Toen in 1838 een 'missie' plaatsvond in Tilff verbood hij, 'omwille van de publieke orde' ieder verzameling van meer dan vijf personen. Zijn beslissing werd verbroken door de gouverneur, hersteld door de bestendige deputatie en uiteindelijk verbroken bij Koninklijk Besluit. Dit deed heel wat stof opwaaien, tot ver buiten Tilff.
Van 1838 tot 1856 was hij provincieraadslid van Luik. In 1856 werd hij liberaal senator voor het arrondissement Luik en ook dit mandaat vervulde hij tot aan zijn vroegtijdige dood. 
Hij was verder ook:
- kapitein van de Burgerwacht in Luik,
- lid van het comité voor de herbebossing van de provincie Luik,
- lid van het comité voor vrijgemaakte veroordeelden,
- Lid van de inspectiecommissie voor vondelingen en verlaten kinderen in het kanton Seraing,
- regeringsafgevaardigde voor de koninklijke vereniging van land- en tuinbouw in Luik,
- medestichter van Société agricole et forestière de l'Est de la Belgique,
- lid van de Société liégeoise de littérature wallonne,

Hij was lid van de vrijmetselaarsloge La Parfait Intelligence et l'Etoile Réunies in Luik.
Ter herinnering aan hem is er een Avenue Neef in Tilff.